# Jean Kaltack
Jean Kaltack (sinh ngày 19 tháng 8 năm 1994) là một tiền đạo người Vanuatu và chơi cho câu lạc bộ Erakor Golden Star.

## Sự nghiệp ở câu lạc bộ
Kaltack là cựu học viên của học viện Teouma, bắt đầu chơi tại giải Vanuatu Premia Divisen từ mùa bóng 2009-2010. Anh chơi cho đội tới năm 2011 trước khi gia nhập Hekari United của Papua New Guinea vào tháng 9 năm 2011.

## Sự nghiệp quốc tế
Kaltack, initially chơi cho đội U-17 Vanuatu tại Giải vô địch bóng đá U-17 châu Đại Dương năm 2009 nơi đội tuyển của anh xếp cuối cùng trong 4 đội tham gia. Anh tiếp tục thi đấu tại giải Giải vô địch bóng đá U-17 châu Đại Dương năm 2011, anh ghi được 5 bàn và đội của anh tiếp tục xếp thứ 4. Ba tháng sau, anh có trận ra mắt cho đội U-20 tại giải Giải vô địch bóng đá U-20 châu Đại Dương năm 2011 anh nhận danh hiệu Chiếc giày vàng với 6 bàn thắng và đội của anh đứng thứ ba chung cuộc. Thành tích tại đội trẻ giúp anh được gọi lên đội tuyển quốc gia thi đấu giao hữu với đội Solomon vào cuối tháng 7 năm 2011. Đội của anh thắng một trận và hòa một trận.

### Bàn thắng quốc tế
| #  | Thời điểm                | Địa điểm                    | Đối thủ          | Bàn thắng | Kết quả | Giải đấu           |
| -- | ------------------------ | --------------------------- | ---------------- | --------- | ------- | ------------------ |
| 1. | ngày 27 tháng 8 năm 2011 | Stade Rivière Salée, Nouméa | Tuvalu           | 1–0       | 5–1     | 2011 Pacific Games |
| 2. | ngày 27 tháng 8 năm 2011 | Stade Rivière Salée, Nouméa | Tuvalu           | 2–0       | 5–1     | 2011 Pacific Games |
| 3. | ngày 27 tháng 8 năm 2011 | Stade Rivière Salée, Nouméa | Tuvalu           | 3–0       | 5–1     | 2011 Pacific Games |
| 4. | ngày 27 tháng 8 năm 2011 | Stade Rivière Salée, Nouméa | Tuvalu           | 5–0       | 5–1     | 2011 Pacific Games |
| 5. | ngày 1 tháng 9 năm 2011  | Stade Rivière Salée, Nouméa | Quần đảo Solomon | 1–0       | 1–0     | 2011 Pacific Games |
| 6. | ngày 3 tháng 9 năm 2011  | Stade Rivière Salée, Nouméa | Guam             | 3–1       | 4–1     | 2011 Pacific Games |
| 7. | ngày 5 tháng 9 năm 2011  | Stade Rivière Salée, Nouméa | Samoa thuộc Mỹ   | 4–0       | 8–0     | 2011 Pacific Games |
| 8. | ngày 5 tháng 9 năm 2011  | Stade Rivière Salée, Nouméa | Samoa thuộc Mỹ   | 6–0       | 8–0     | 2011 Pacific Games |
| 9. | ngày 5 tháng 9 năm 2011  | Stade Rivière Salée, Nouméa | Samoa thuộc Mỹ   | 8–0       | 8–0     | 2011 Pacific Games |

## Danh hiệu

### Đội tuyển quốc gia
U-20 Vanuatu
- Giải vô địch bóng đá U-17 châu Đại Dương: Hạng ba 2011

### Cá nhân
- Giải vô địch bóng đá U-17 châu Đại Dương: Chiếc giày vàng 2011

## Cuộc sống cá nhân
Anh trai của Kaltack, Tony và anh họ, Brian cũng là cầu thủ bóng đá. Cha của anh, Ivoky, cũng là một cựu tiền đạo.